# Halbseidene Klöße
Halbseidene Klöße bzw. Knödel werden Kartoffelklöße genannt, die in relativ geringer Menge Kartoffelstärke enthalten (bis ca. 1 Drittel der verwendeten Kartoffelmenge). Der Name kommt vom Aussehen der Klöße. Enthalten die Klöße eine größere Menge Kartoffelstärke (ab ca. 1 Drittel der Kartoffelmenge), bezeichnet man sie als seidene Klöße.
Bei halbseidenen Klößen kann es sich sowohl um Klöße aus geriebenen Kartoffeln – gekochten oder teils gekochten, teils rohen – oder aus überbrühtem Kartoffelbrei handeln. Beim Formen werden häufig in die Mitte des Kloßes geröstete Semmelwürfel gegeben. Weitere übliche Zutaten sind Milch, Mehl und Eier.
Wenn zusätzlich Grieß verwendet wird, nennt man sie auch „Grieß- und Stärkeklöße“. Eine weitere Variante sind Wickelklöße. Hier wird der Kartoffelteig für die halbseidenen Klöße in Streifen geschnitten und diese Streifen werden aufgerollt.

## Namen
Halbseidene Klöße werden je nach Region und Zubereitungsart verschieden bezeichnet, so z. B.: Baumwollene Klöße, Watteklöße, Majorsklöße, Stärkknölla (Lauscha), Oberfränkische Klöße (Oberfranken) und Zampe (südlicher Thüringer Wald), Beispiel: Thüringer Rotwurst auf Weimarer Zampe.